# ウェクスラー成人知能検査
ウェクスラー成人知能検査（ウェクスラーせいじんちのうけんさ、Wechsler Adult Intelligence Scale、略称WAIS、ウェイス）は、16歳以上の成人用に標準化された、ウェクスラー・ベルビュー知能検査（1939年）の改訂版として、1955年2月に出版された、知能（IQ）を測るための一般的な検査である。知能は、目的を持って行動し、合理的に考え、効率的に環境と接する個人の総体的能力として定義されている。

## 概要
全検査IQは、言語性検査と動作性検査から構成されている。なかでもWAIS-IIIは、7言語性検査と7動作性検査の、計14下位検査から成っている。2018年には最新のWAIS-IVが出版された。
ウェクスラー式知能検査では、次の3つのIQを得ることができる。
1. 言語性IQ
2. 動作性IQ
3. 合成得点による全検査IQ

| 項目(言語検査) | 評価点 | 項目(動作検査) | 評価点 | 全検査IQ=  |
| 1.一般的知識   |        | 7.符号問題     |        | 職業別IQ   |
| 2.一般的理解   |        | 8.絵画完成     |        | 言語検査IQ |
| 3.算数問題     |        | 9.積み木問題   |        | 職業別IQ   |
| -------------- | ------ | -------------- | ------ | ---------- |
| 4.類似問題     |        | 10.絵画配列    |        | 動作検査IQ |
| 5.数唱問題     |        | 11.組合せ問題  |        | 職業別IQ   |
| 6.単語問題     |        | 12.迷路        |        |            |

1981年には、16歳から74歳の9年齢群による1,880名のアメリカ人サンプルで、WAIS-Rが標準化された。この検査は高い信頼性を有しているとみなされている。
知能指数の平均は100、標準偏差は15である。約3分の2程度の成人の知能指数は85～115に含まれる。

## 検査の変遷
WAIS-IIIの適用年齢は16歳から89歳である。16歳以下の受検者にはWechsler Intelligence Scale for Children （WISC, 7-16歳）や、Wechsler Preschool and Primary Scale of Intelligence（WPPSI, 2 1/2-7歳）を使用する。

近年になって4下位検査による短縮版が発行され、短縮版では、より短い時間で効果的に、言語性IQ、動作性IQ、全検査IQを推定することができる。Wechsler Abbreviated Scale of Intelligence (WASI)（日本未刊行）では、推定IQを求めるために、WAISの「単語」「類似」「積木模様」「行列推理」を使用している。

## WAIS-IIIの14下位検査

### 言語性検査
知識文化によって獲得した一般知識の程度。（例「ビクトリアの長は誰ですか？」）
理解抽象的な社会慣習、規則、経験を扱う能力。（例「一石二鳥という諺はどのような意味ですか？」）
算数数学問題を暗算する集中力。（例「1ドルで45セント切手を何枚買えますか？」）
類似抽象言語理解。（例「りんごと梨はどのようなところが似ていますか？」）
単語学習や理解の程度、および語彙の言語表現力。（例「ギターとは何ですか？」）
数唱注意・集中。（順唱例「1-2-3」、逆唱例「3-2-1」）
語音整列注意と作動記憶。（例「き・4・け・3・か」を、昇順に数字を言い、その次に昇順に発音して下さい→「3・4・か・き・け」）

### 動作性検査
絵画完成視覚的細部を素早く感知する能力。
符号視覚的-運動協応、運動と心のスピード。
積木模様空間認知、視覚的抽象処理、問題解決力。
行列推理非言語的抽象課題解決力、帰納的推理、空間推理。
絵画配列論理/逐次的推理、社会見識。
記号探し視覚認知、スピード。
組合せ視覚分析、統合、組み立て。
補助問題として「符号補助問題1（対再生）（自由再生）」と「符号補助問題2（視写）」がある。

## 因子による群指数
WAIS-IIIでは、言語性や動作性といったIQの他に、次の4つの群指数が得られる。

### 言語理解 (VC)
- 単語
- 類似
- 知識

### 知覚統合（PO）
- 絵画完成
- 積木模様
- 行列推理

### 作動記憶（WM）
- 算数
- 数唱
- 語音整列

### 処理速度（PS）
- 符号
- 記号探し

Note: 絵画配列、理解、組合せは、群指数には使用されない。